# François Marie de Broglie

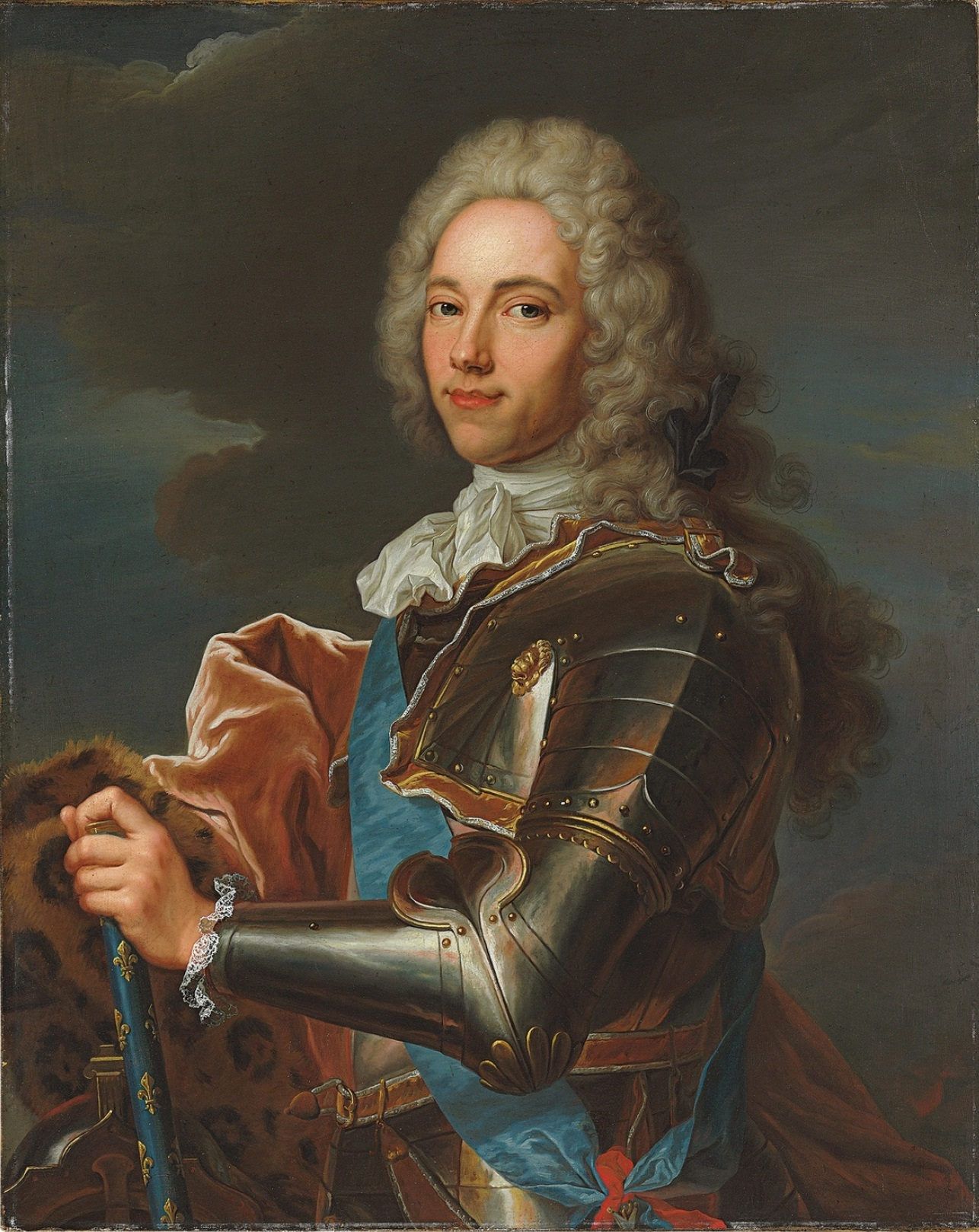
François-Marie de Broglie (1671-1745)

François Marie de Broglie, 1:e hertig de Broglie, född 11 januari 1671 och död 22 maj 1745, var en fransk greve, senare hertig, militär och diplomat. Han var far till Victor François de Broglie.
de Broglie avancerade under spanska tronföljdskriget till generallöjtnant och sändes 1724 som ambassadör till England. Under polska tronföljdskriget kommenderade han med framgång i Italien och blev 1734 marskalk. 1741 förde de Broglie befälet över franska armén i Böhmen och försvarade tappert Prag. Han hade sedan militära motgångar, och fick 1743 avsked.